# Федюк, Владимир Павлович
Влади́мир Па́влович Федю́к (12 ноября 1955, Ярославль — 20 декабря 2023) — советский и российский историк, специалист по истории Гражданской войны в России, в частности Белого движения. Известен биографиями политических деятелей России начала XX века: Керенского, Корнилова, Скоропадского и других. Доктор исторических наук, профессор.

## Биография
Окончил в 1978 году факультет истории и права Ярославского государственного университета (третий выпуск факультета).
В 1984 году защитил диссертацию на соискание учёной степени кандидата исторических наук по теме «Крах кадетской политики в 1917 году (по материалам Верхнего Поволжья)» (специальность 07.00.02 — история СССР).
В 1995 году защитил диссертацию на соискание учёной степени доктора исторических наук по теме «Белое движение на юге России 1917—1920 гг.» (специальность 07.00.02 — Отечественная история).
В 1996 году присвоено учёное звание профессора.
Декан исторического факультета Ярославского государственного университета в 2006—2021 годах. Заведующий кафедрой новейшей отечественной истории.
Член Ассоциации исследователей российского общества XX века. Также специалист по геральдике, принимал участие в утверждении новых геральдических символов Ярославской области.

## Наиболее значимые труды
- Федюк В. П. Украина в 1918 г. Гетман П. П. Скоропадский. — Ярославль, 1993.
- Федюк В. П. Белые: антибольшевистское движение на юге России 1917—1918 гг. — М., 1996.
- Федюк В. П., Ушаков А. И. Белый юг (ноябрь 1919-ноябрь 1920). — М., 1997.
- Федюк В. П., Ушаков А. И. Корнилов. — М.: Молодая гвардия, 2006. (Жизнь замечательных людей)
- Федюк В. П. Керенский. — М.: Молодая гвардия, 2009. (Жизнь замечательных людей)
- Федюк В. П. А. Ф. Керенский и крушение «эпохи надежд».